# Jon Voight
Jonathan Vincent "Jon" Voight (/vɔɪt/; sinh 29 tháng 12 năm 1938) là một diễn viên người Mỹ . Ông đã được đề cử bốn lần và giành được một giải Oscar. Ông cũng đã được đề cử mười lần và giành được bốn giải Quả cầu vàng. Ông là bố của nữ diễn viên Angelina Jolie và nam diễn viên James Haven.

## Sự nghiệp điện ảnh
| Năm  | Phim                                    | Vai diễn                                  | Đạo diễn | Ghi chú |
| ---- | --------------------------------------- | ----------------------------------------- | --- | --- |
| 1962 | Gunsmoke                                | Billy Joe Arlen                           | Television series (1 episode: "The Prisoner".) | |
| 1963 | Naked City                              | Victor Binks                              | Phim truyền hình (1 tập) | |
| 1963 | The Defenders                           | Cliff Wakeman                             | Phim truyền hình (1 tập) | |
| 1966 | Summer Fun                              | Phim truyền hình (1 tập)                  | | |
| 1966 | NET Playhouse                           | Phim truyền hình (1 tập)                  | | |
| 1966 | 12 O'Clock High                         | Capt. Holtke                              | Phim truyền hình (1 tập) | |
| 1966 | Gunsmoke                                | Petter Karlgren                           | Phim truyền hình (1 tập) | |
| 1967 | Fearless Frank                          | Fearless Frank                            | Philip Kaufman | First feature film |
| 1967 | Coronet Blue                            | Peter Wicklow                             | Phim truyền hình (1 tập) | |
| 1967 | Hour of the Gun                         | Curly Bill Brocius                        | John Sturges | |
| 1967 | N.Y.P.D.                                | Adam                                      | Phim truyền hình (1 tập) | |
| 1967 | Gunsmoke                                | Cory                                      | Phim truyền hình (1 tập) | |
| 1968 | Cimarron Strip                          | Bill Mason                                | Phim truyền hình (1 tập) | |
| 1969 | Gunsmoke                                | Steven Downing                            | Phim truyền hình (1 tập) | |
| 1969 | Midnight Cowboy                         | Joe Buck                                  | John Schlesinger | BAFTA Award for Best Newcomer Golden Globe Award for New Star of the Year – Actor Laurel Award for Male New Face National Society of Film Critics Award for Best Actor New York Film Critics Circle Award for Best Actor Nominated – Academy Award for Best Actor Nominated – Golden Globe Award for Best Actor – Motion Picture Drama                                                                            |
| 1969 | Out of It                               | Russ                                      | Paul Williams | |
| 1970 | Catch-22                                | 1st Lt. Milo Minderbinder                 | Mike Nichols | |
| 1970 | The Revolutionary                       | A                                         | Paul Williams | |
| 1972 | Deliverance                             | Ed Gentry                                 | John Boorman | Nominated – Golden Globe Award for Best Actor – Motion Picture Drama |
| 1973 | The All-American Boy                    | Vic Bealer                                | Charles Eastman | |
| 1974 | Conrack                                 | Pat Conroy                                | Martin Ritt | |
| 1974 | The ODESSA File                         | Peter Miller                              | Ronald Neame | |
| 1975 | End of the Game                         | Walter Tschanz                            | Maximilian Schell | Credited as John Voight (Only released in West Germany in 1978) |
| 1978 | Coming Home                             | Luke Martin                               | Hal Ashby | Academy Award for Best Actor Cannes Film Festival Award for Best Actor Golden Globe Award for Best Actor – Motion Picture Drama Los Angeles Film Critics Association Award for Best Actor National Board of Review Award for Best Actor (tied with Laurence Olivier for The Boys from Brazil) New York Film Critics Circle Award for Best Actor Nominated – National Society of Film Critics Award for Best Actor |
| 1979 | The Champ                               | Billy Flynn                               | Franco Zeffirelli | Nominated – Golden Globe Award for Best Actor – Motion Picture Drama |
| 1982 | Lookin' to Get Out                      | Alex Kovac                                | Hal Ashby | |
| 1983 | Table for Five                          | J. P. Tannen                              | Robert Lieberman | |
| 1985 | Runaway Train                           | Oscar 'Manny' Manheim                     | Andrei Konchalovsky | Golden Globe Award for Best Actor - Motion Picture Drama Nominated – Academy Award for Best Actor |
| 1986 | Desert Bloom                            | Jack Chismore                             | Eugene Corr | |
| 1990 | Eternity                                | Edward / James                            | Steven Paul | |
| 1991 | Chernobyl: The Final Warning            | Dr. Robert Gale                           | Anthony Page | Television movie |
| 1992 | The Rainbow Warrior                     | Peter Willcox                             | Michael Tuchner | Television miniseries |
| 1992 | The Last of His Tribe                   | Professor Alfred Kroeber                  | Harry Hook | Television movie CableACE Award for Best Actor in a Movie or Miniseries Nominated – Golden Globe Award for Best Actor – Miniseries or Television Film |
| 1993 | Return to Lonesome Dove                 | Captain Woodrow F. Call                   | Mike Robe | Television miniseries Bronze Wrangler Award for Best Television Feature Film |
| 1995 | Tin Soldier                             | Yarik                                     | Jon Voight | Television movie (director) |
| 1995 | Convict Cowboy                          | Ry Weston                                 | Television movie | |
| 1995 | Heat                                    | Nate                                      | Michael Mann | |
| 1996 | Mission: Impossible                     | Jim Phelps                                | Brian De Palma | |
| 1997 | The Rainmaker                           | Leo F. Drummond                           | Francis Ford Coppola | Nominated – Golden Globe Award for Best Supporting Actor – Motion Picture |
| 1997 | Rosewood                                | John Wright                               | John Singleton | |
| 1997 | Anaconda                                | Paul Serone                               | Luis Llosa | Nominated – Golden Raspberry Award for Worst Actor Nominated – Golden Raspberry Award for Worst Screen Couple (with the animatronic anaconda) |
| 1997 | U Turn                                  | Blind Man                                 | Oliver Stone | Nominated – Golden Raspberry Award for Worst Supporting Actor |
| 1997 | Most Wanted                             | Gen. Adam Woodward / Lt. Col. Grant Casey | David Hogan | Nominated – Golden Raspberry Award for Worst Supporting Actor |
| 1998 | Enemy of the State                      | Thomas Brian Reynolds                     | Tony Scott | Nominated – Blockbuster Entertainment Award for Favorite Villain |
| 1998 | The General                             | Ned Kenny                                 | John Boorman | |
| 1999 | Varsity Blues                           | Coach Bud Kilmer                          | Brian Robbins | |
| 1999 | A Dog of Flanders                       | Michael La Grande                         | Kevin Brodie | |
| 1999 | Noah's Ark                              | Noah                                      | John Irvin | Television movie |
| 2001 | Zoolander                               | Larry Zoolander                           | Ben Stiller | |
| 2001 | Lara Croft: Tomb Raider                 | Lord Richard Croft                        | Simon West | |
| 2001 | Pearl Harbor                            | Franklin D. Roosevelt                     | Michael Bay | |
| 2001 | Ali                                     | Howard Cosell                             | Michael Mann | Nominated – Academy Award for Best Supporting Actor Nominated – Broadcast Film Critics Association Award for Best Supporting Actor Nominated – Chicago Film Critics Association Award for Best Actor Nominated – Dallas-Fort Worth Film Critics Association Award for Best Supporting Actor Nominated – Golden Globe Award for Best Supporting Actor – Motion Picture                                             |
| 2001 | Uprising                                | Maj. Gen. Jürgen Stroop                   | Jon Avnet | Television movie Nominated – Primetime Emmy Award for Outstanding Supporting Actor in a Miniseries or a Movie |
| 2001 | Jack and the Beanstalk: The Real Story  | Sigfriend "Siggy" Mannheim                | Brian Henson | Television miniseries |
| 2002 | Second String                           | Head Coach Chuck Dichter                  | Robert Lieberman | Television movie |
| 2003 | Holes                                   | Mr. Sir/Marion Sevillo                    | Andrew Davis | |
| 2003 | Jasper, Texas                           | Billy Rowles                              | Jeffrey W. Byrd | Television movie |
| 2004 | The Five People You Meet in Heaven      | Eddie                                     | Television movie Nominated – Screen Actors Guild Award for Outstanding Performance by a Male Actor in a Miniseries or Television Movie | |
| 2004 | Superbabies: Baby Geniuses 2            | Bill Biscane/Kane                         | Bob Clark | Nominated – Golden Raspberry Award for Worst Supporting Actor |
| 2004 | The Manchurian Candidate                | Senator Thomas Jordan                     | Jonathan Demme | |
| 2004 | The Karate Dog                          | Hamilton Cage                             | Bob Clark | Television movie |
| 2004 | National Treasure                       | Patrick Gates                             | Jon Turteltaub | |
| 2005 | Pope John Paul II                       | John Paul II                              | John Kent Harrison | Television miniseries Nominated – Primetime Emmy Award for Outstanding Lead Actor in a Miniseries or a Movie |
| 2006 | The Legend of Simon Conjurer            | Dr. Crazx                                 | | |
| 2006 | Glory Road                              | Adolph Rupp                               | James Gartner | |
| 2007 | September Dawn                          | Jacob Samuelson                           | Christopher Cain | Nominated – Golden Raspberry Award for Worst Supporting Actor |
| 2007 | Transformers                            | Secretary of Defense John Keller          | Michael Bay | Nominated – Golden Raspberry Award for Worst Supporting Actor |
| 2007 | Bratz: The Movie                        | Principal Dimly                           | Sean McNamara | Nominated – Golden Raspberry Award for Worst Supporting Actor |
| 2007 | National Treasure: Book of Secrets      | Patrick Henry Gates                       | Jon Turteltaub | Nominated – Golden Raspberry Award for Worst Supporting Actor |
| 2008 | Pride and Glory                         | Francis Tierney Sr.                       | Gavin O'Connor | |
| 2008 | An American Carol                       | George Washington                         | David Zucker | |
| 2008 | Tropic Thunder                          | Himself                                   | Ben Stiller | Cameo |
| 2008 | 24: Redemption                          | Jonas Hodges                              | Jon Cassar | Television movie |
| 2008 | Four Christmases                        | Creighton                                 | Seth Gordon | |
| 2009 | 24                                      | Jonas Hodges                              | Television series (10 episodes) | |
| 2010 | Lone Star                               | Clint Thatcher                            | Television series (2 episodes) | |
| 2011 | Tower Heist                             | Karl Cartwright                           | Brett Ratner | Appearance was removed from final cut |
| 2012 | Beyond                                  | Jon Koski                                 | Josef Rusnak | |
| 2012 | Beatles Stories                         | Himself                                   | Seth Swirsky | Documentary |
| 2013 | Ray Donovan                             | Mickey Donovan                            | Television series Golden Globe Award for Best Supporting Actor – Series, Miniseries or Television Film Nominated – Critics' Choice Television Award for Best Supporting Actor in a Drama Series Nominated – Satellite Award for Best Supporting Actor – Series, Miniseries or Television Film Nominated – Primetime Emmy Award for Outstanding Supporting Actor in a Drama Series | |
| 2013 | Getaway                                 | Mysterious Voice                          | Courtney Solomon | |
| 2013 | Dracula: The Dark Prince                | Leonardo Van Helsing                      | | |
| 2015 | Woodlawn                                | Paul "Bear" Bryant                        | Andrew Erwin Jon Erwin | |
| 2016 | Fantastic Beasts and Where to Find Them | Henry Shaw, Sr                            | David Yates | Post-production |
| 2017 | Same Kind of Different as Me            | TBA                                       | Michael Carney | |
| TBA  | Reagan                                  | Viktor                                    | Post-production | |
| TBA  | JL Ranch                                | TBA                                       | Charles Robert Carner | |